# الأعمى والأطرش
الأعمى والأطرش هي رواية غير مُكتملة، ألّفها الكاتب الفلسطيني غسان كنفاني. نُشرت لأول مرة في 1 يناير (كانون الثاني) 2006، وأصدرت دارُ التقوى للطبع والنشر نسخةً منها في 1 يناير 2016. عبّر بها عن رفضه اللجوء، والاقتلاع، والتبعيّة وعبادة الأصنام.

## نبذة
تُعد رواية الأعمى والأطرش أحد الأعمال التي تعكس الفكر الثوري والاجتماعي للأديب غسان كنفاني، وتسلط الضوء على ثورات اجتماعية وفكرية، مثل مقاومة اللاجئين لوكالة الغوث، وثورة اللاجئين والفدائيين، وثورة ضد الخرافات ممثلة في قتل "الولي عبد العاطي".
من جانب آخر، يُجسد الأعمى والأطرش رحلة اكتشاف للحقيقة والخلاص من الأوهام التي تحكم حياتهم، حيثُ تدور الرواية حول الصراع الفردي والجماعي، مستعرضة قضايا مثل اليأس، والمعجزات المزيفة وتأثير الفدائيين في المجتمع الفلسطيني.
تميزت الرواية بمزج الرمزية والواقعية، حيثُ استخدم كنفاني رموزًا مثل "الأعمى والأطرش" لتجسيد العجز الفردي والاجتماعي، ورمز "رغيف الخُبز" للتحول من الضعف إلى القوة.